# Annika Nessvold
Annika Nessvold (24 de fevereiro de 1971) é uma ex-futebolista profissional sueca que atuava como defensora.

## Carreira
Annika Nessvold fez parte do elenco da Seleção Sueca de Futebol Feminino, nas Olimpíadas de 1996. 